# Основания геометрии
Основания геометрии — область математики, изучающая аксиоматические системы евклидовой геометрии, а также различных неевклидовых геометрий. 
Основные вопросы состоят в полноте, независимости и непротиворечивости аксиоматических систем.
Основания геометрии также связаны с вопросом преподавания геометрии.

## История
Основания геометрии стали изучаться после появления геометрии Лобачевского.
Первой задачей стала формализация и пополнение системы аксиом евклидовой геометрии.
Аксиоматика Евклида не была полной, и в доказательствах Евклид пользовался неявно аксиомами, которые не представлены в его списке аксиом.
Например, Евклид использовал без доказательства то, что две окружности с центрами на расстоянии их радиуса пересекаются в двух точках.
Из неявно используемых аксиом можно назвать следующие:
- Аксиома Архимеда,
- Теорема Паша,
- Аксиома Паша.

Родоначальником оснований геометрии следует считать Морица Паша. В своей книге «Vorlesungen über neuere Geometrie», опубликованной в 1882 году, Паш создал формальные системы, свободные от каких-либо интуитивных влияний. Он впервые использовал так называемое «неопределяемое понятие» (нем. Kernbegriffe) в дополнение к аксиомами (нем. Kernsätzen). Работы Паша повлияли на многих других математиков, в частности, Гильберта, Пеано и Пьери.

## Аксиомы Евклида
Аксиоматика Евклида — первая и не полная система. Она состояла из определений

1. Точка есть то, что не имеет частей. (Σημεῖόν ἐστιν, οὗ μέρος οὐθέν — букв. «Точка есть то, часть чего ничто»)
2. Линия — длина без ширины.
3. Края же линии — точки.
4. Прямая линия есть та, которая равно лежит на всех своих точках. (Εὐθεῖα γραμμή ἐστιν, ἥτις ἐξ ἴσου τοῖς ἐφ' ἑαυτῆς σημείοις κεῖται)
5. Поверхность есть то, что имеет только длину и ширину.
6. Края же поверхности — линии.
7. Плоская поверхность есть та, которая равно лежит на всех своих линиях.

и постулатов

1. От всякой точки до всякой точки можно провести прямую.
2. Ограниченную прямую можно непрерывно продолжать по прямой.
3. Из всякого центра всяким радиусом может быть описан круг.
4. Все прямые углы равны между собой.
5. Если прямая, пересекающая две прямые, образует внутренние односторонние углы, меньшие двух прямых, то, продолженные неограниченно, эти две прямые встретятся с той стороны, где углы меньше двух прямых.

## Полные системы аксиом
- Аксиоматика Гильберта — самая популярная и наиболее консервативная полная система аксиом евклидовой геометрии, построенная на основе аксиом Евклида. Состоит из 20 аксиом и поделена на 5 групп.
- Аксиоматика Тарского.
- Аксиоматика Вейля — оперирует неопределяемыми понятиями точки и свободного вектора. Прямая и плоскость определяются как множества точек.
- Аксиомы Биркгофа — система аксиом, использующая вещественные числа как готовый блок, и как результат очень компактная, всего 4 аксиомы.
- Аксиоматика Бахмана — построение геометрии на основе понятия симметрии.[1]
- Аксиоматика Александрова — система аксиом, схожая с Гильбертовской, но без чрезмерной формализации.